# わが目の悪魔
『わが目の悪魔』（独: Der Mann nebenan、英: A Demon in My View）は、1991年製作のドイツ＝アメリカ合作映画。アンソニー・パーキンス主演、ジャンルはホラー、ミステリー。

## ストーリー
築30年を越す都市郊外のアパート。3階のフロアーを借りている中年男の住人アーサー・ジョンソンは、アパートが建つころから住んでいる、いわば主のような存在だ。アーサーは、家族と死別後は天涯孤独で過ごしているが、仕事も真面目にこなし私生活でも几帳面であったためか、信頼を周囲から集めている人物で通っていた。だが、そんなアーサーが突如、変質してゆくきっかけになったのが、若くハンサムな青年アントニー・ジョンソンが引っ越してきてからである。アーサーは、同姓であるためか、誤ってアントニーに届いた手紙を開封してしまった。これまで抑えていたものが一気に噴出したかのように、アーサーに屈折した愛欲と、殺人衝動が芽生え始め、幼いころ厳格に育てられたというトラウマも相まって、アーサーは夜毎、奇行に走り出す。同じころ、毎晩、女性を狙う猟奇的連続殺人事件がニュースで報じられ、やがてアーサーは追い詰められていく。

## 備考
原作はルース・レンデルのベストセラー。監督、脚本は『キッス・オブ・ザ・タイガー』などで知られる異色派のペトラ・ハフターで、本作においても現実と妄想が交錯して行くような不思議な世界観を重厚に演出しきった。本作撮影終了後、この世を去ることになるパーキンスの晩年の代表作で、主演作としては事実上の遺作となる。
音楽はイタリア出身の作曲家ピノ・ドナッジオ